# Менан (Айдахо)
Менан (англ. Menan) — місто в окрузі Джефферсон, штат Айдахо, США. Є частиною агломерації Айдахо-Фоллс. Згідно з переписом 2010 року населення становило 741 особу, що на 34 особи більше, ніж 2000 року.

## Географія
Менан розташований за координатами 43°43′18″ пн. ш. 111°59′33″ зх. д. / 43.72167° пн. ш. 111.99250° зх. д. (43.721679, -111.992420).  За даними Бюро перепису населення США в 2010 році місто мало площу 2,69 км², уся площа — суходіл.

## Демографія

### Перепис 2010 року
За даними перепису 2010 року, у місті проживало 741 осіб у 259 домогосподарствах у складі 200 родин. Густота населення становила 275,1 ос./км². Було 278 помешкань, середня густота яких становила 103,2/км². Расовий склад міста: 92,3% білих, 0,4% афроамериканців, 1,2% індіанців, 4,0% інших рас, а також 2,0% людей, які зараховують себе до двох або більше рас. Іспанці та латиноамериканці незалежно від раси становили 10,4% населення.
Із 259 домогосподарств 41,7% мали дітей віком до 18 років, які жили з батьками; 66,0% були подружжями, які жили разом; 7,7% мали господиню без чоловіка; 3,5% мали господаря без дружини і 22,8% не були родинами. 18,1% домогосподарств складалися з однієї особи, у тому числі 8,9% віком 65 і більше років. У середньому на домогосподарство припадало 2,86 мешканця, а середній розмір родини становив 3,31 особи.
Середній вік жителів міста становив 33,5 року. Із них 30,5% були віком до 18 років; 8,3% — від 18 до 24; 22,6% від 25 до 44; 25,7% від 45 до 64 і 12,8% — 65 років або старші. Статевий склад населення: 50,6% — чоловіки і 49,4% — жінки.
Середній дохід на одне домашнє господарство  становив 59 508 доларів США (медіана — 46 339), а середній дохід на одну сім'ю — 66 598 доларів (медіана — 50 486). Медіана доходів становила 34 464 долари для чоловіків та 31 250 доларів для жінок. За межею бідності перебувало 20,5 % осіб, у тому числі 27,0 % дітей у віці до 18 років та 4,9 % осіб у віці 65 років та старших.
Цивільне працевлаштоване населення становило 346 осіб. Основні галузі зайнятості: освіта, охорона здоров'я та соціальна допомога — 15,3 %, виробництво — 15,0 %, будівництво — 14,5 %.

### Перепис 2000 року
За даними перепису 2000 року, у місті проживало 707 осіб у 220 домогосподарствах у складі 187 родин. Густота населення становила 287,3/км². Було 233 помешкання, середня густота яких становила 94,7/км². Расовий склад міста: 87,13% білих, 0,14% індіанців, 0,14% тихоокеанських остров'ян, 11,32% інших рас і 1,27% людей, які зараховують себе до двох або більше рас. Іспанці та латиноамериканці незалежно від раси становили 14,43% населення.
Із 220 домогосподарств 44,5% мали дітей віком до 18 років, які жили з батьками; 72,7% були подружжями, які жили разом; 7,3% мали господиню без чоловіка, і 15,0% не були родинами. 11,4% домогосподарств складалися з однієї особи, у тому числі 7,7% віком 65 і більше років. У середньому на домогосподарство припадало 3,21 мешканця, а середній розмір родини становив 3,51 особи.
Віковий склад населення: 34,1% віком до 18 років, 9,5% від 18 до 24, 24,2% від 25 до 44, 20,4% від 45 до 64 і 11,9% років і старші. Середній вік жителів — 30 року. Статевий склад населення: 48,5 % — чоловіки і 51,5 % — жінки.
Середній дохід домогосподарств у місті становив $36 406, родин — $40 357. Середній дохід чоловіків становив $29 531 проти $21 750 у жінок. Дохід на душу населення в місті був $13 464. Приблизно 7,3% родин і 11,9% населення перебували за межею бідності, включаючи 17,0% віком до 18 років і 6,1% від 65 і старших.